# 邹崇理
邹崇理（1953年7月27日—），男，四川成都人，中国逻辑学家，现任中国逻辑学会会长，中国社会科学院创新工程首席研究员。